# Konrad Werdmüller

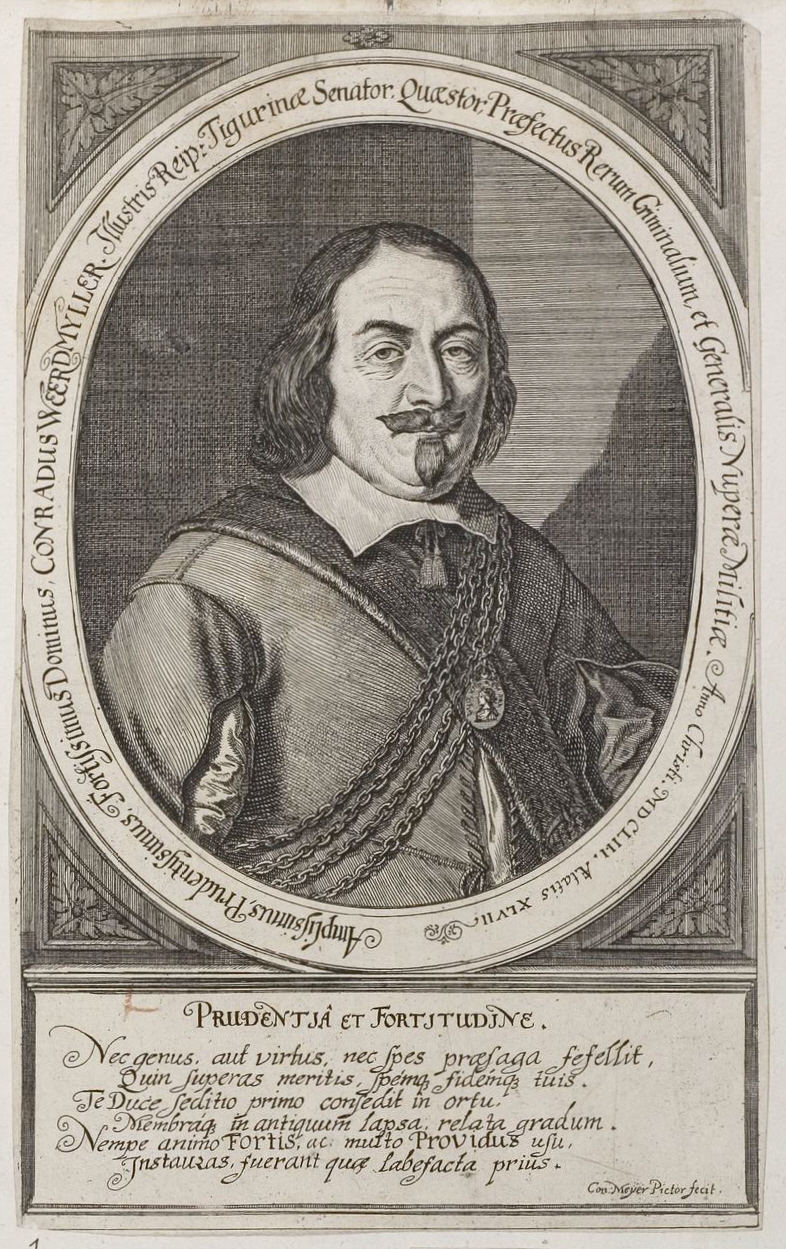
Konrad Werdmüller

Hans Konrad Werdmüller (* 1606; † 1674) war ein Schweizer Militärführer.
Er stammte aus Zürich und wurde 1629 Leutnant im holländischen Regiment des Markgrafen Christoph von Baden bei der Belagerung von Herzogenbusch. Später reorganisierte er die zürcherische Reiterei und stand an der Spitze des eidgenössischen Heeres bei der Niederwerfung des Bauernaufstandes von 1653. Seit 1648 war er Seckelmeister von Zürich. Er wurde 1650 nach Paris gesandt und war 1663 zusammen mit Bürgermeister Waser Mitglied der eidgenössischen Delegation zum Bundesschwur mit Ludwig XIV.